# Loayza
Loayza is een provincie in het zuiden van het departement La Paz in Bolivia. De provincie heeft een oppervlakte van 3370 km² en heeft 47.295 inwoners (2012). De hoofdstad is Luribay.
Loyaza is verdeeld in vijf gemeenten:
- Cairoma
- Luribay
- Malla
- Sapahaqui
- Yaco

Abel Iturralde · 
Aroma · 
Bautista Saavedra · 
Caranavi · 
Eliodoro Camacho · 
Franz Tamayo · 
Gualberto Villarroel · 
Ingavi · 
Inquisivi · 
José Manuel Pando · 
Larecaja · 
Loayza · 
Los Andes · 
Manco Kapac · 
Muñecas · 
Nor Yungas · 
Omasuyos · 
Pacajes · 
Pedro Domingo Murillo · 
Sud Yungas